# Toy Story Midway Mania
Pour les articles homonymes, voir Toy Story (homonymie).
Toy Story Midway Mania ou Toy Story Mania (d'après les objets promotionnels) est une attraction sur le thème de Toy Story ouverte en 2008 dans les parcs Disney's Hollywood Studios et Disney California Adventure et à Tokyo DisneySea en 2012. L'attraction, un parcours scénique interactif, a été conçue sous le nom de projet Midway Game.
C'est le 29 janvier 2007 que Disney a annoncé l'ouverture de Toy Story Mania en 2008 à la fois en Floride et en Californie. Le 28 avril 2010, Disney annonce que les deux attractions américaines comprendront certains des nouveaux personnages de Toy Story 3 avec entre autres le nouveau jeu Rex and Trixie's Dino Darts. Le 5 mars 2015, Disney World annonce l'agrandissement pour 2016 de l'attraction Toy Story Midway Mania à Disney's Hollywood Studios avec un troisième parcours,.

## Concept
L'attraction, développée par les imagineers Kevin Rafferty et Robert Coltrin est un parcours scénique interactif ayant pour thème général les jeux de fêtes foraines et de kermesses,. Les personnages de Toy Story sont dispersés à travers une dizaine de scènes qui reprennent par lot de deux un grand classique de jeux de foire. L'attraction comprend cinq jeux (lancer de fléchettes, lancer d'anneaux, tir à la carabine, ...).
L'effet d'immersion dans le jeu est accentué par la vision 3D des écrans qui jalonnent le parcours et grâce aux lunettes pour anaglyphes que doivent porter les visiteurs. Ils sont installés à quatre dans des véhicules, dos à dos par paires. Le score de chaque joueur est affiché sur un écran.
L'attraction reprend et développe le concept lancé avec une autre attraction sur le thème de Toy Story, Buzz Lightyear's Astro Blasters et ses différents variantes. D'après Disney, c'est la première attraction à avoir été développée simultanément pour deux parcs.

### Mini-jeux
- Pie Throw Practice Booth (tir sur des tartes, jeux de démonstration)
- Hamm & Eggs (lancer d'œuf)
- Green Army Men Shoot Camp (baseball et lancer d'assiette)
- Buzz Lightyear's Flying Tossers (lancer d'anneau)
- Woody's Rootin' Tootin' Shootin' Gallery (tir avec fusils)
- Rex and Trixie's Dino Darts(lancer de fléchettes), remplace Bo Peep's Baaa-loon Pop

anciens jeux
- Bo Peep's Baaa-loon Pop (lancer de fléchettes)

## Les attractions

### Disney's Hollywood Studios

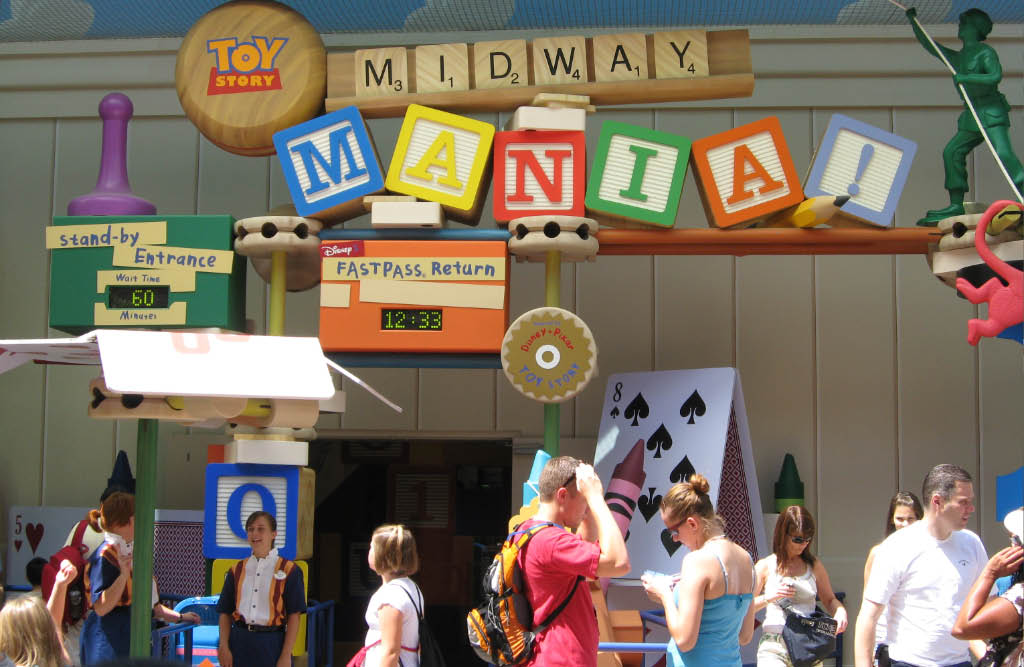
Entrée de l'attraction.

Cette attraction bénéficie du système FastPass
- Ouverture : 31 mai 2008[10],[11]
- Conception : Walt Disney Imagineering
- Véhicules :
- Type : train de deux wagons de quatre places
- Capacité : 8 personnes
- Durée : 5 min 25 s
- Audio-animatronic : un sous les traits de Monsieur Patate, personnage de Toy Story.
- Type d'attraction : parcours scénique interactif (Omnimover et stand de tir)
- Situation : 28° 21′ 22″ N, 81° 33′ 40″ O
- Attractions précédentes :
  - Soundstage II et III de l'attraction Inside the Magic
  - Who Wants To Be A Millionaire-Play It!  (2001 à 2006)

### Disney California Adventure

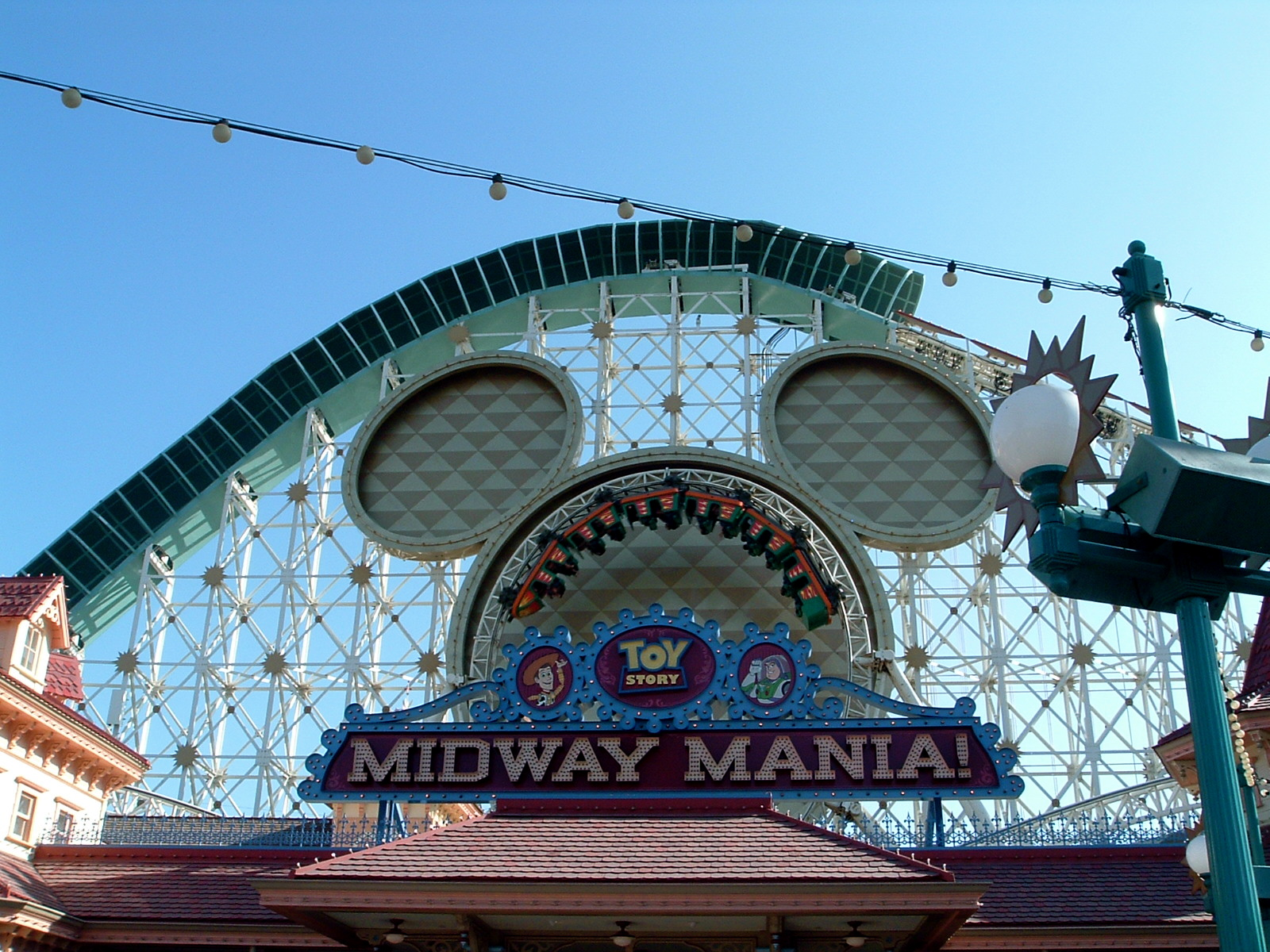
Enseigne à l'entrée de l'attraction.

L'attraction est située en dessous des montagnes russes California Screamin'. Cette version a nécessité un budget de 80 millions de $.
- Ouverture : 17 juin 2008[13],[14]
- Conception : Walt Disney Imagineering
- Véhicules : Omnimover
- Type : train de deux wagons de quatre places
- Capacité : 8 personnes
- Durée : 6 min 5 s
- Audio-animatronic: un sous les traits de Monsieur Patate, personnage de Toy Story.
- Type d'attraction : parcours scénique interactif (Omnimover et stand de tir)
- Situation : 33° 48′ 16″ N, 117° 55′ 18″ O

### Tokyo DisneySea

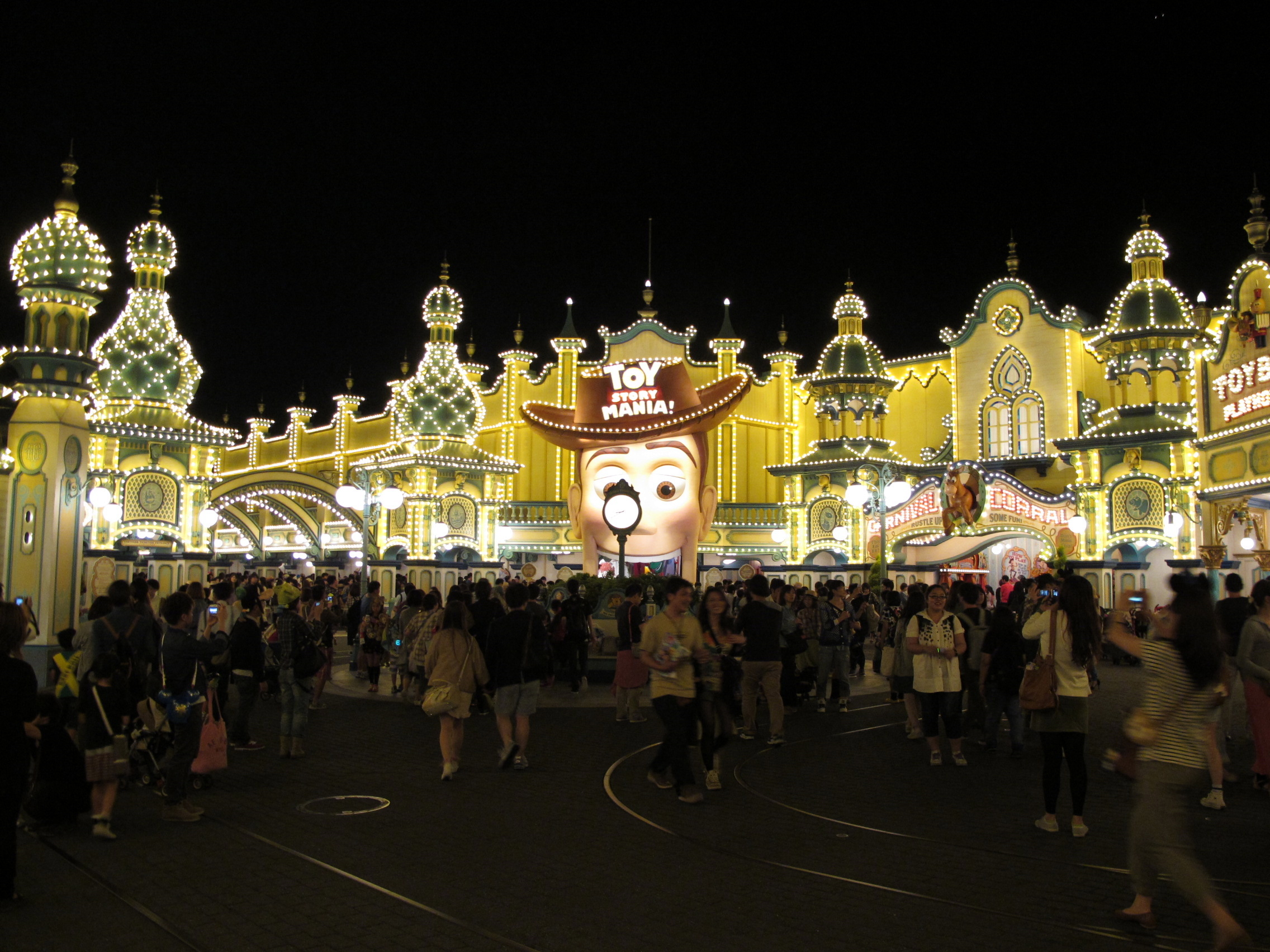
Façade de l'attraction.

L'attraction est située dans une petite zone nommée Toyville Trolley Park, créée pour l'arrivée de l'attraction et qui reprend le thème de l'âge d'or des trolley parks et des Luna Parks, elle-même incluse dans la zone American Waterfront. L'attraction a été ouverte aux visiteurs à partir du 26 juin, en soft-opening.
- Nom : Toy Story Mania!
- Ouverture : 9 juillet 2012[17]
- Conception : Walt Disney Imagineering
- Véhicules : Omnimover
- Type : train de deux wagons de quatre places
- Capacité : 8 personnes
- Durée : 5 minutes
- Audio-animatronic : un sous les traits de Monsieur Patate, personnage de Toy Story.
- Type d'attraction : parcours scénique interactif (Omnimover et stand de tir)
- Situation : 28° 22′ 22″ N, 81° 33′ 09″ O

## Autour de l'attraction
En 2009, Toy Story Mania! un jeu vidéo reprenant l'univers de l'attraction sort sur Wii.